# Etogramma
Un etogramma è una serie di comportamenti o azioni esibiti da un animale quando è libero di farlo ed è nelle condizioni ambientali adatte per produrlo interamente. La conoscenza di questo repertorio comportamentale è fondamentale per garantire a quell'animale che appartiene a quella specie la possibilità di espletarlo appieno perché si possa trovare in una condizione di benessere.
I comportamenti in un etogramma sono solitamente definiti come mutualmente esclusivi e obiettivi, evitando soggettività e inferenza funzionale.
Questa conoscenza permette di interpretare i comportamenti e intuirne il significato ed il loro possibile scopo.
Ad esempio, una specie può utilizzare un certo comportamento e ciò che sembra "corteggiamento" in una specie, potrebbe avere una funzione completamente diversa in un'altra, per esempio comunicare minaccia.
(es. scodinzolare nei cani e nei gatti).
Spesso, gli etogrammi sono gerarchici nella presentazione. I comportamenti definiti sono registrati in categorie di comportamento più ampie che possono consentire l'inferenza funzionale in modo tale che "testa in avanti" sia registrato sotto "Aggressività". Negli etogrammi del comportamento sociale, l'etogramma può anche indicare il "Datore" e il "Ricevitore" delle attività.